# Uno dopo l'altro
Uno dopo l'altro è un film del 1968 diretto da Nick Nostro.

## Trama
Un pistolero rivendica la morte del fratello, assassinato durante il saccheggio del villaggio dove viveva.